# 爱知学院大学短期大学部
爱知学院大学短期大学部（日语：／ Aichi Gakuin Daigaku Tanki Daigakubu *）是一所位于日本爱知县名古屋市千种区的私立短期大学。

## 概要

### 简介
- 学校最早可以追溯到1876年[1]、短期大学为于1950年开办[1]、由学校法人爱知学院经营。前男女同校[2][1]、可是变更为招収只女学生从2007年。教育的基础是曹洞宗[3]

### 历史
- 1950年 爱知学院短期大学成立并同时设置一个学科即商科（第一部和第二部）[1][4]。
- 1951年 文科第二部成立[1][4]。
- 1952年 商科（第一部和第二部）招生最后、次年停止招生[1][4]。
- 1954年 商科（第一部和第二部）正式停办[1][4]。
- 1992年 英语科成立[1][4]。
- 1999年 改校名为爱知学院大学短期大学部[1][4]。英语科改名为英语沟通学科[1][4]。
- 2001年 文科第二部改编为人类文化学科第二部[1][4]。
- 2004年 人类文化学科第二部招生最后、次年停止招生（正式停办于2006年[4][1]）。
- 2006年 牙科卫生学科成立。英语沟通学科招生最后、次年停止招生（正式停办于2008年[4][1]）。
- 2009年 专科牙科卫生专攻成立[1]。

### 宪章
- 请参看爱知学院大学短期大学部的标志 （页面存档备份，存于） （日語） 2014年1月29日阅览。

## 学校环境
- 校区：在爱知县名古屋市千种区

## 历任校长
- 小出有三：爱知学院大学短期大学部創校校長。
- 小出忠孝：现任短期大学校长[5]

## 组织

### 学科
- 牙科卫生学科

### 前学科
- 商科[注 1]
  - 第一部[注 1]
  - 第二部[注 1]
- 人类文化学科第二部[注 2]
- 英语沟通学科[注 3]

### 专科
| - 牙科卫生专攻 |

### 业余课程
| - 没有 |

## 相关链接
- 日本短期大学列表
- 爱知学院大学